# Pierre Wynants
Pour les articles homonymes, voir Wynants.

Pierre Wynants, né le 5 mars 1939 à Bruxelles, est un cuisinier belge, chef du restaurant le Comme chez Soi jusqu'au milieu des années 2000. La quatrième génération, en la personne de son beau-fils Lionel Rigolet, a pris progressivement la relève.

## Comme chez soi
Georges Cuvelier fonde en 1926 le restaurant Chez Georges , boulevard Lemonnier 137 à Bruxelles, qui ne tardera pas à être surnommé par ses clients le Comme chez Soi et déménagera non loin de la place Rouppe, en 1936. Il prendra sa retraite en 1950.
Sa fille Simone épouse en 1937 Louis Wynants donnant naissance à Pierre en 1939. Le restaurant obtient sa première étoile en 1953. En 1955, Pierre a seize ans quand son père le confie à Maixent Coudroy, chef français qui dirige le Savoy à Bruxelles où il passera trois ans et demi. Après son service militaire et un séjour linguistique en Grande-Bretagne, il passe au Moulin Hideux de Noirefontaine (Belgique) sous la direction de Raymond Henrion. Ensuite il part se former quelques mois à Paris au Grand Véfour dirigé par Raymond Oliver ainsi qu'à la Tour d'Argent de Claude Terrail. Il fait son retour définitif au Comme chez Soi en 1961 à l'âge de 22 ans. Il épouse Marie-Thérèse en 1969. Le restaurant obtient sa deuxième étoile en 1966. Pierre a trente-quatre ans quand Louis Wynants décède, en 1973.
Le restaurant obtient sa troisième étoile en 1979. La fille de Pierre et Marie-Thérèse, Laurence, épouse Lionel Rigolet en 1994. Celui-ci se formera au côté de son beau-père pendant une dizaine d'années et assurera progressivement sa succession.
En 2005, le restaurant Ostend Queen, patronné par Pierre Wynants, fait l'objet d'un scandale médiatique : l'établissement a reçu deux fourchettes et un Bib gourmand au guide Michelin alors qu'il n'a pas encore ouvert ses portes. Le guide Michelin a retiré sa version Benelux 2005 de la vente, et a reconnu avoir noté le restaurant sur la seule base de la réputation de son chef.
En 2007, il fait la rencontre du journaliste et scénariste Dominique Leroy, lequel propose de lui écrire une série de documentaires intitulée "Comme chez Moi". En 2008, il tourne, sous la direction du réalisateur Gérard Corbiau et l'écriture de Dominique Leroy, la série de dix documentaires sur la gastronomie belge.

## Prix et récompenses
- Grand prix de l'art de la cuisine (1991)[4]
- Guide Michelin :
  -  3 étoiles de 1979 à 2006[notes 1],[5]
  - 4 toques rouges et 19,5/20 de 1988 à 1996, l'année où tous les 19,5 ont été rétrogradés à 19 dans le Gault-Millau[notes 2]

## Titre honorifique
- Docteur honoris causa de l'université de Tours (2013)[6],[7]

## Décoration
- Chevalier de la Légion d'honneur (2004)

## Œuvres
- Comme chez Soi, édition Robert Laffont, 1985  (ISBN 2-221-08488-8)
- L'équilibre gourmant, édition La Renaissance du livre, 1990
- Le cœur gourmand de la Belgique, en collaboration avec Lionel Rigolet, éditions Standaard, 2001  (ISBN 90-02-21010-8)
- Carnet de cuisine - Pierre Wynants - Recettes de chez Moi, Bruxelles, avec Jan Van Hemeledonck et Philippe Bidaine, Éditions Racine, 2009, 192 p. (ISBN 978-2-87386-601-3)
- Pierre Wynants, chapitre "Une cuisine tournée vers l'avenir", dans La cuisine de demain vue par 50 étoiles d’aujourd’hui (dirigé par Kilien Stengel), L'Harmattan, 2021